# Джаявардхана, Рэй
Рэй Джаявардхана  — канадский астрофизик. Профессор физики и астрономии в университете Йорка. Основные научные интересы лежат в области формирования и ранней эволюции звезд, коричневых карликов и планет.

## Биография
Родился и вырос в Шри-Ланке. Учился в колледже Сент-Джонс (Нугегода) и Королевском колледже в Коломбо. Продолжил высшее образование в США. Получил степень бакалавра в Йельском университете (1994) и докторскую степень Гарвардского университета (2000). Два года был научным сотрудником Миллер научным сотрудником в Калифорнийском университете в Беркли ; в течение двух лет работал доцентом в университета штата Мичиган, затем переехал в Торонто. Являясь старшим советником по науке президента университета Торонто, создал программу лидерства в науке для развития коммуникационных и лидерских навыков ученых.
В начале 2014 года был назначен деканом факультета естественных наук университета Йорка.

## Достижения
Будучи аспирантом в Гарварде, возглавлял одну из двух команд, обнаруживших пылевой диск вокруг молодой звезды HR 4796A, имевший большое внутреннее отверстие, возможно, образовавшееся в процессе формирования планеты Его группа сыграла ключевую роль в открытии того факта, что молодые коричневые карлики проходят фазу Т Тельца, так же как и молодые солнцеподобные звезды. В сентябре 2008 года, совместно с коллегами предъявил первые прямые и спектроскопические изображения вероятной планеты вблизи обычной звезды.
Автор книг Neutrino Hunters: The Thrilling Chase for a Ghostly Particle to Unlock the Secrets of the Universe (2013), Strange New Worlds: The Search for Alien Planets and Life beyond our Solar System (2011) и Star Factories: The Birth of Stars and Planets (2001). Публикует научно-популярные статьи во многих ведущих изданиях, в том числе The Economist, The New York Times, The Boston Globe, Scientific American, New Scientist, Sky & Telescope и других. Также известен как организатор инновационных программ пропаганды науки, таких как CoolCosmos в астрономии плакатов на Торонто транзитной комиссии.
He is also known for organizing innovative science outreach programs such as the CoolCosmos astronomy poster campaign on the Toronto Transit Commission.

## Награды
- 2008: был назначен председателем канадского совета по науке по отделению наблюдательной Астрофизики (Canada Research Chair in Observational Astrophysics).
- 2009: получил стипендию имени E.W.R. Steacie[13] присуждаемую «для повышения квалификации перспективных преподавателей, имеющих прочную международную репутацию в оригинальных исследованиях»[14][15].
- В честь Р. Джаявардханы был назван один из астероидов главного пояса: 4668 Rayjay.

## Переводы на русский
- Рэй Джаявардхана. Охотники за нейтрино: Захватывающая погоня за призрачной элементарной частицей. — М.: Альпина Нон-фикшн, 2015. — 254 с. — ISBN 978-5-91671-446-3.